# 프리패스
프리패스는 대한민국 4인조 보이그룹이다.
멤버는 리더 김균택, 김성환, 한상희, 김대운으로 구성되어 있다.
리더 김균택은 Kay-G라는 솔로가수로 데뷔하였고, 에어로빅체조 세계챔피언이다.
또한, 비보이를 사랑한 발레리나 댄스컬에 출연하였다.
김성환은 BTL (음악 그룹)로 데뷔하였고, 그후 블랑7 그룹활동을 하였다.
한상희는 로드보이즈로 데뷔하였고, 그후 비하트 그룹활동을 하였다.
김대운은 BTL (음악 그룹)로 데뷔하여 로드보이즈, 비하트 그룹활동을 하였다.
프리패스는 2023년 MBN에서 방송된 댄스가수 서바이벌 오디션 프로그램 쇼킹 나이트의 참가자로 출연하여, 준결승 까지 진출하여 최종 9위에 선정되었다.  

## 음반 목록
| 년도 | 날짜      | 활동 국가 | 앨범 이름                           | 수록곡             | 비고            |
| ---- | --------- | --------- | ----------------------------------- | ------------------ | --------------- |
| 2019 | 7월 24일  | 한국      | SACE(사치)                          | 1. SACE(사치)      | 싱글 앨범       |
| 2020 | 11월 19일 | 한국      | 돛단배(Sailing)                     | 1. 돛단배(Sailing) | 싱글 앨범       |
| 2021 | 3월 5일   | 한국      | SAVE ME                             | 1. SAVE ME         | 싱글 앨범       |
| 2021 | 6월 17일  | 한국      | 그때 봄날                           | 1. 그때 봄날       | 싱글 앨범       |
| 2021 | 8월 11일  | 한국      | Summer Movie                        | 1. Summer Movie    | 싱글 앨범       |
| 2021 | 11월 15일 | 한국      | Silky Love                          | 1. Silky Love      | 싱글 앨범       |
| 2023 | 8월 19일  | 한국      | MBN Y2K 댄스가요제 <쇼킹나이트> 5회 | 1. 맨발의 청춘     | 컴필레이션 앨범 |
| 2023 | 9월 2일   | 한국      | MBN Y2K 댄스가요제 <쇼킹나이트> 7회 | 1. 젊은남자        | 컴필레이션 앨범 |